# Sörby kyrka, Västergötland
Sörby kyrka är en kyrkobyggnad som tillhör Floby församling (före 2006 Sörby församling) i Skara stift. Den ligger i den västra delen av Falköpings kommun.

## Kyrkobyggnad
Den första kyrkan byggdes på 1100-talet i romansk stil och med ett litet rakslutet kor.
I den nuvarande kyrkans långhus ingår troligtvis delar från denna medeltida kyrka. År 1772 revs koret och kyrkan förlängdes femton alnar (cirka 9 meter) åt öster och fick en tresidig koravslutning. Sakristian byggdes 1780 och tornet uppfördes troligen ungefär i samma skede. Kyrkan har ett golv av kalkstenshällar. Det platta innertaket tillkom 1925 och dekorationsmålades av artisten Gustav Ström från Skärhamn.

## Inventarier
Dopfunten av sandsten, som är kyrkans äldsta inventarie, är av enkelt romanskt utförande. I vapenhuset står ett skåp från senmedeltiden med gotiska smiden. Altaruppsatsen visar en Golgatascen med Kristus på korset. Predikstolen ligger stilmässigt mellan renässans och barock och är prydd med skulpturer. Baldakinen är från 1925. Orgeln med åtta stämmor byggdes 1930 av E A Zetterquist & son i Örebro. Tornets två klockor är båda gjutna 1747 av Nils Billsten i Skara.
På södra långväggen hänger den Wäsenbergska familjens huvudvapen, som tros vara upphängt i samband med ryttmästare Johan Wäsenbergs d.y. begravning 1684. Denne Wäsenberg var ägare till Väsmestorps by i Sörby socken. Hans fader överstelöjtnant Johan Wäsenberg d. ä. adlades 1660.

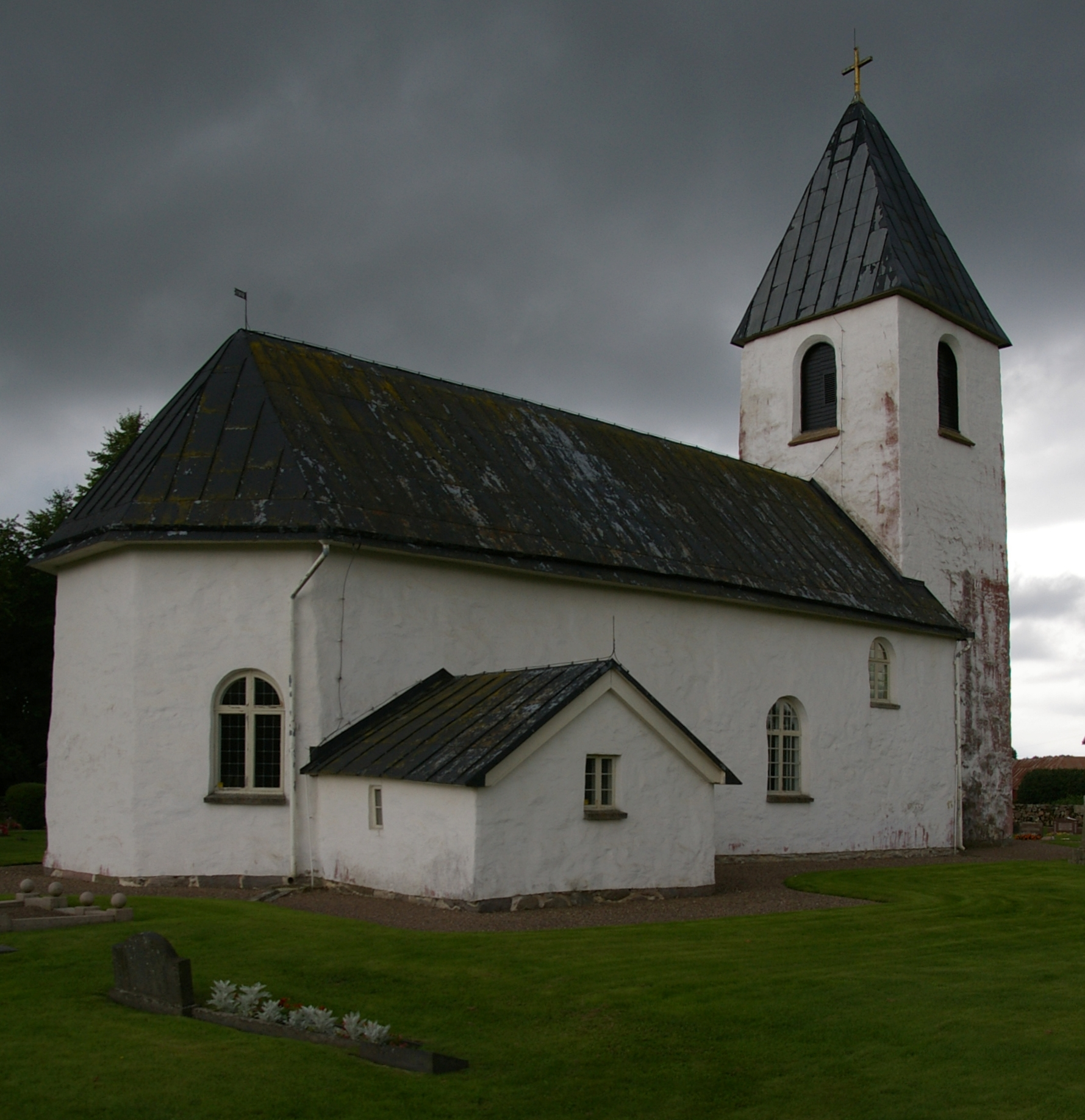
Sörby kyrka sedd från järnvägssidan.
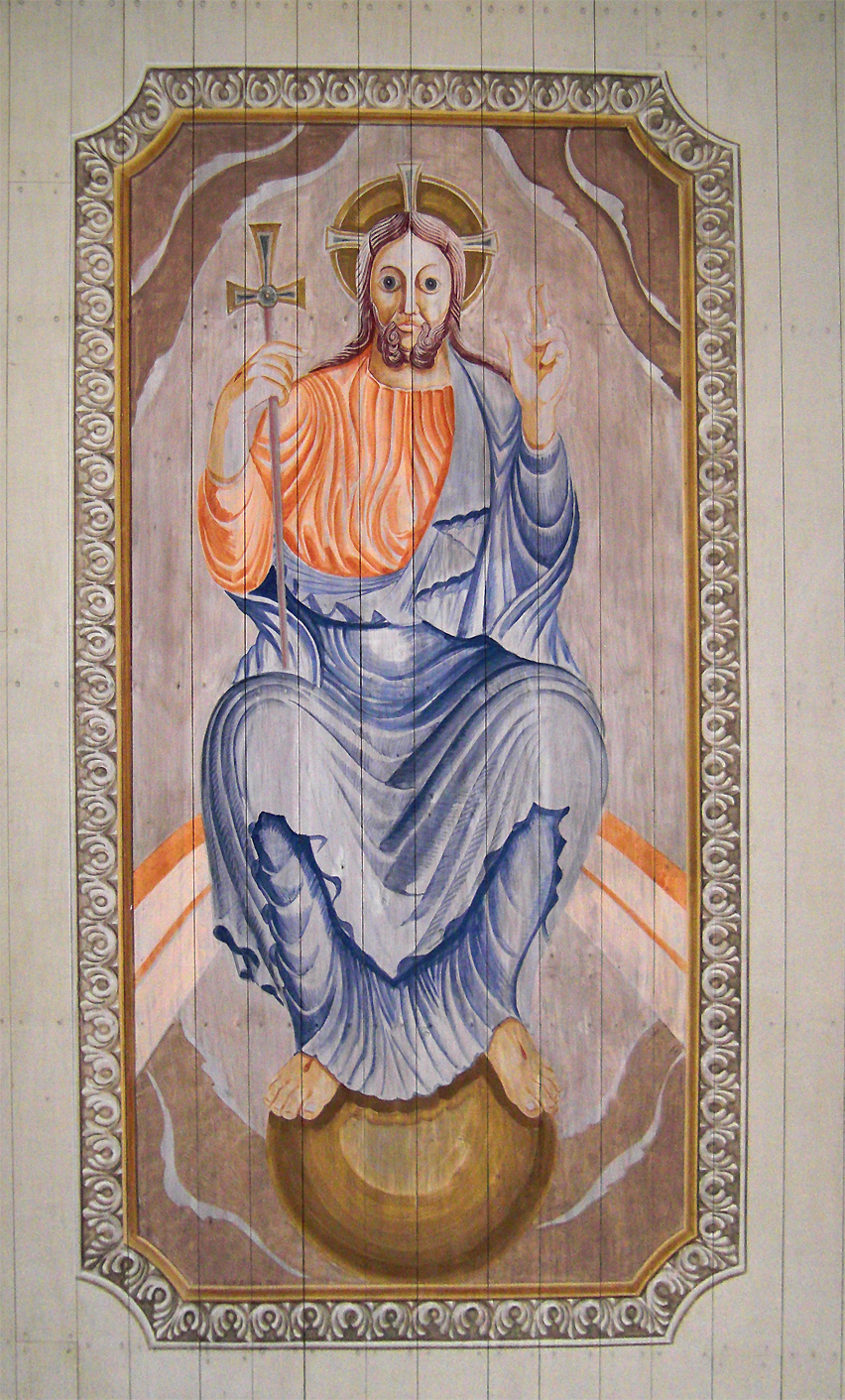
Takmålning av Gustav Ström.